# Gymnelia lyrcea
Gymnelia lyrcea là một loài bướm đêm thuộc phân họ Arctiinae, họ Erebidae.